# Endosimbiosis
Se denomina endosimbiosis a la asociación en la cual un organismo habita en el interior de otro organismo. Etimológicamente el término podría usarse para designar a cualquier proceso de simbiosis en el cual el simbionte reside en el interior del cuerpo de otro ser vivo, aunque también pueda usarse el término (p. ej., simbionte endosomático). Este es el caso, por ejemplo, de muchas de las bacterias que forman parte de la microbiota intestinal. 
En 1967 Lynn Margulis propuso la teoría de la endosimbiosis seriada, que explica la aparición de la célula eucariota por asimilación simbiótica de varias bacterias con habilidades diferenciadas. Es así, como igualmente este término también suele emplearse para explicar el proceso por el cual las células procariotas evolucionaron hacia eucariotas, adquiriendo sus orgánulos (como son los cloroplastos y las mitocondrias), proceso conocido como la teoría del origen endosimbiótico de los eucariotas. Los orgánulos de origen endosimbiótico aparecen muy transformados, pero conservan un genoma propio y se multiplican autónomamente, revelando su origen como organismos distintos
Gracias a la endosimbiosis los organismos eucarióticos disfrutan de la capacidad de realizar procesos metabólicos que evolucionaron originalmente en bacterias; por lo cual al favorecerse de esta endosimbiosis, la selección natural seleccionó los individuos con simbiontes. Es el caso de la respiración, de la que se ocupan las mitocondrias, la fotosíntesis, a cargo de los plastos o la fijación biológica de nitrógeno, realizada por bacterias, a menudo intracelulares, en las raíces de ciertas plantas.

## Ejemplos de organismos endosimbióticos
- Las algas fotosintéticas verdes del tipo de Chlorella que viven en las células del protista ciliado Paramecium viride.

- Los dinoflagelados como las zooxantelas que viven dentro de las células de ciertos cnidarios (como algunas medusas y muchos corales), entre otros organismos.

- Endosimbiontes bacterianos de los insectos. Hay dos tipos:
  - Los endosimbiontes primarios que son obligados y que tienen una relación muy íntima que data de millones de años. Estas especies de insectos con endosimbiontes primarios no pueden sobrevivir sin sus simbiontes.[3]
  - Los simbiontes secundarios que son más recientes y que no forman relaciones tan estrechas.

## Teoría del origen endosimbiótico de las eucariotas

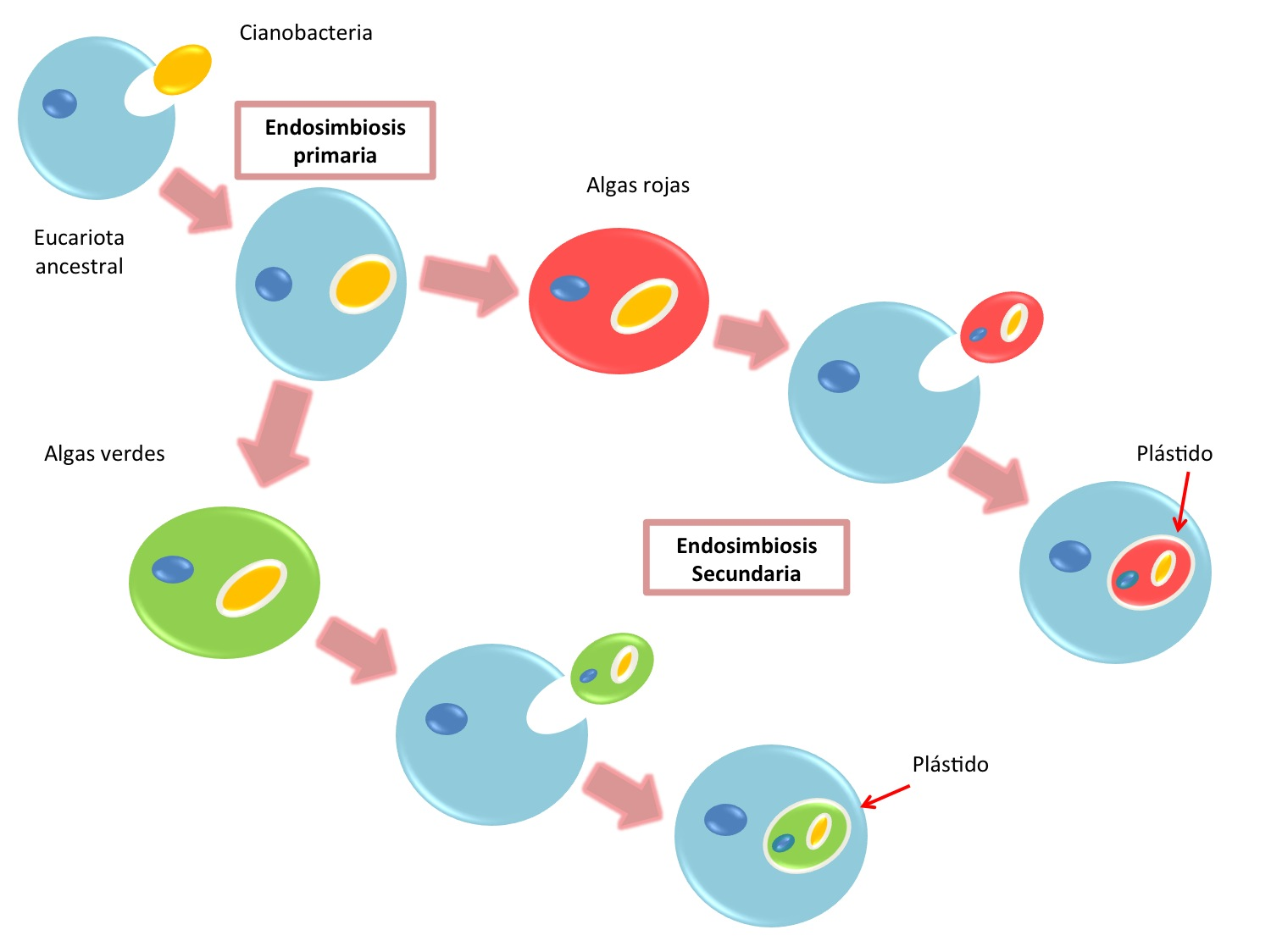
Descripción del origen endosimbionte de los eucariotas.

La teoría endosimbiótica del origen de los eucariotes fue propuesta en el siglo XIX y posteriormente respaldada por los experimentos realizados por Lynn Margulis.
Existe evidencia fósil de que los primeros eucariontes aparecieron hace aproximadamente 2100 millones de años. Estos fósiles se les conoce como la biota francevillense. La teoría endosimbiótica propone que una célula eucariota fue capaz de incorporar a otra para mantener una convivencia mutuamente beneficiosa ya que el hospedero aprovecharía los productos liberados por el endosimbionte, y el hospedero proporcionaría protección a este. 
Se sugiere que los primeros orgánulos en evolucionar fueron las mitocondrias (dado que no todas las células eucariontes poseen cloroplastos) y posteriormente por una endosimbiosis en serie, la célula eucarionte ancestral adquirió un endosimbionte capaz de realizar fotosíntesis (cianobacteria),  que posteriormente evolucionaría a un plástido dando lugar a las primeras algas verdes y rojas; a este proceso también se le conoce como endosimbiosis primaria.
Existen varias evidencias que sustentan la teoría endosimbiótica, como es el hecho de que:
- Las mitocondrias contienen ADN propio y diferente al ADN nuclear.
- Las enzimas presentes en las membranas mitocondriales también se encuentran en las membranas bacterianas.
- Las mitocondrias solo proceden de otras mitocondrias, es decir que estas se dividen dentro de la célula huésped.
- Los ribosomas de mitocondrias son más parecidos a los ribosomas de procariontes que a los presentes en el citoplasma de la célula.

### Otras endosimbiosis eucariotas
En algunas células los plastos poseen tres o más membranas lo que sugiere que estos sufrieron endosimbiosis repetidas; los  autores interpretan a este fenómeno de la endosimbiosis como el "paradigma de la muñeca rusa".
Es así como algunas algas verdes y algas rojas sufrieron una endosimbiosis secundaria al ser rodeadas por una vacuola alimenticia de otro eucarionte, evidencia de este proceso son las cloraracniofitas ya que sus plásmidos presentan cuatro membranas, se piensa que las primeras dos internas eran las membranas originales de la cianobacteria, la tercera deriva de la membrana del alga fagocitada y la cuarta es un vestigio de la membrana de la vacuola alimenticia; en algunos de estos se pueden observar restos de lo que fuera su núcleo celular (nucleomorfo).